# Lhommaizé
Lhommaizé é uma comuna francesa na região administrativa da Nova Aquitânia, no departamento de Vienne. Estende-se por uma área de 30,59 km². Em 2010 a comuna tinha 895 habitantes (densidade: 29,3 hab./km²).